# Логопсихология
Логопсихология — отрасль специальной психологии изучающая психологические особенности лиц с различными речевыми расстройствами, а также возможные варианты применения психологических технологий в комплексной коррекционной работе по преодолению речевых нарушений.
Логопсихология изучает причины, механизмы, симптоматику, структуру нарушений в познавательной, эмоционально-волевой сферах, а также межличностных отношений детей с нарушениями в речевом развитии.
Объект изучения определяется тем, что при различных нарушениях речи наблюдаются и различные особенности психический процесс, состояний и свойств, которые необходимо учитывать в коррекционной и психолого-педагогической работе. Целью логопсихологии является помощь в успешной социализации лицам с различными формами речевых нарушений.
Будучи прикладной дисциплиной, логопсихология развивалась в рамках логопедии. Логопсихология взаимосвязана и с другими науками. Так как для того чтобы заниматься коррекцией и профилактико речевых нарушений, а также всесторонне воздействовать на личность, нужно знать симптоматику речевых нарушений, их этиологию, механизмы, соотношение речевых и неречевых симптомов в структуре нарушений речевой деятельности.

## Межличностное общение детей старшего дошкольного возраста с общим недоразвитием речи
Психолого-педагогические исследования убедительно показывают важную роль общения со сверстниками в формировании личности ребёнка и его взаимоотношений с другими детьми (Т. А. Маркова, В. Г. Нечаева, А. П. Усова). Нарушение общения и связанное с ним отрицательное эмоциональное самочувствие часто приводит к формированию межличностных отношений (Е. А. Аркин, Л. И. Божович, Р. Е. Барабанов и др.).
Проблема взаимодействия детей в группе изучена недостаточно, наличие речевого дефекта оказывает отрицательное влияние на формирование личности ребёнка и его отношений с окружающими. Особенности взаимодействия таких детей формируются специфично в связи с особенностями их личностного развития.
Речевые нарушения сказываются на характере взаимоотношений ребёнка с окружающими, на формировании его самосознания и самооценки. Изучая особенности развития дошкольников с общим недоразвитием речи, О. А. Слинько отмечает, что несформированность средств общения может быть главной причиной неблагоприятных отношений в группе сверстников. Личность детей с патологией речи формируется в условиях своеобразного развития вследствие имеющегося дефекта.
Своевременное развитие речи является одним из основных условий нормального психического развития ребёнка. Задержка проявления речевого общения, бедный словарный запас, и другие нарушения отражаются на формировании самосознания и самооценки ребёнка. [2]
В зависимости от уровня коммуникативных нарушений и степени переживания речевого дефекта дошкольники с общим недоразвитием речи Чиркиной Г. В. были разделены на три группы. Дети первой группы не демонстрируют переживание речевого дефекта, у них не отмечаются трудности при речевом контакте. Они активно взаимодействуют с взрослыми и сверстниками, широко используют при этом невербальные средства общения. [1] Вступают в общение и поддерживают диалог, часто обращаются друг к другу с вопросами, комментирующими и побуждающими высказываниями. [3]
У детей второй группы наблюдаются некоторые трудности в установлении контакта с окружающими, они не стремятся к общению, на вопросы стараются отвечать односложно, избегают ситуаций, требующих использования речи, в игре прибегают к невербальным средствам общения, демонстрируют умеренные переживания дефекта. [1] Дети этой группы редко проявляют инициативу в общении. Однако при обращении к ним они могут поддерживать общение. Если тема разговора или ситуация вызывает эмоциональный отклик, дети проявляют активность, поддерживают начатое общение. На обращения партнёров по общению чаще реагируют практическими действиями, чем словесно. Активно комментируют свои действия и действия партнёра. В общении в основном используют диалогический цикл. [3]
У детей третьей группы отмечается речевой негативизм, который выражается в отказе от общения, замкнутости, наблюдается агрессивность, заниженная самооценка. Дети избегают общения с взрослым и сверстниками. [1] Дети этой группы редко являются инициаторами общения. Они предпочитают скорее вступить в общение с взрослым, чем со сверстником. Дети остаются безучастными к попыткам партнёров по общению привлечь их к совместной деятельности, не поддерживают начатое общение. Дети редко обращаются к сверстникам с просьбами или попытками обсуждения, наиболее часто употребляемым типом высказываний являлся вопрос, адресованный взрослому или без адресованный вопрос. Дети этой группы предпочитают действовать молча, часто не учитывая невербальный контекст ситуации. Дети создают конфликтные ситуации, активно включаются в конфликты, возникшие между другими детьми. [3]